# Действительный государственный советник юстиции
Действительный государственный советник юстиции (генерал юстиции Российской Федерации) — высший классный чин в органах прокуратуры СССР, Российской Федерации и Следственного комитета при Прокуратуре Российской Федерации (не путать c высшим классным чином  — действительный государственный советник Российской Федерации). Соответствует званию генерала армии.

## История
Чин установлен в СССР Указом Президиума Верховного Совета от 16 сентября 1943 «Об установлении классных чинов для прокурорско-следственных работников органов прокуратуры». В СССР присваивался Указами Президиума Верховного Совета СССР лицам, занимавшим должность Генерального прокурора СССР (но не всем: не был присвоен Григорию Николаевичу Сафонову и Александру Яковлевичу Сухареву) . Последнему чин был присвоен только в Российской Федерации в 2010 году.
В Российской Федерации чин восстановлен Указом Президента Российской Федерации от 4 декабря 1992 года № 1515 «О присвоении классных чинов работникам органов прокуратуры Российской Федерации». Чин не был присвоен Генеральному прокурору Российской Федерации Алексею Ивановичу Казаннику и исполняющему обязанности Генерального прокурора Российской Федерации Алексею Николаевичу Ильюшенко, а также и лицам, занимающим должность Первого заместителя Генерального прокурора Российской Федерации — Председателя Следственного комитета при прокуратуре Российской Федерации.
На погонах действительного государственного советника юстиции вышиваются золоченый Государственный герб Российской Федерации (без щита) высотой 30 мм и золочёная выпуклая пятиконечная звездочка диаметром 30 мм (между гранями звездочки вышивается по пять лучей).

## Персоналии

### Действительные государственные советники юстиции (в СССР)
1. 2 марта 1944 — Горшенин Константин Петрович, Прокурор СССР
2. 30 июня 1953 — Руденко Роман Андреевич, Генеральный прокурор СССР
3. 9 февраля 1981 — Рекунков Александр Михайлович, Генеральный прокурор СССР
4. 9 февраля 1991[4] — Трубин Николай Семёнович, Генеральный прокурор СССР

### Действительные государственные советники юстиции (в Российской Федерации)
После даты присвоения классного чина стоит номер Указа Президента Российской Федерации, которым присвоен чин.
1. 23 ноября 1992 г., № 1475 — Степанков Валентин Георгиевич, Генеральный прокурор Российской Федерации
2. 12 января 1996 г., № 35 — Скуратов Юрий Ильич, Генеральный прокурор Российской Федерации
3. 24 ноября 2000 г., № 1928 — Устинов Владимир Васильевич, Генеральный прокурор Российской Федерации
4. 3 октября 2006 г., № 1091 — Чайка Юрий Яковлевич, Генеральный прокурор Российской Федерации
5. 30 апреля 2010 г., № 524 — Сухарев Александр Яковлевич, советник Генерального прокурора Российской Федерации[5], бывший Генеральный прокурор СССР
6. 3 февраля 2020 г., № 91 — Краснов Игорь Викторович, Генеральный прокурор Российской Федерации